# Білоцерківська Аріна Ігорівна
Арі́на Ігорівна Білоцеркі́вська (* 1989) — українська баскетболістка-розігруюча; майстер спорту України.

## З життєпису
Народилась 1989 року в місті Житомир.
Гравчиня збірної України, бронзова призерка чемпіонату Європи серед кадетів, чемпіонка та володарка кубку України й Литви.
Брала участь в Чемпіонаті Європи з баскетболу серед жінок 2017.
Віце-чемпіонка України (2007, 2012).
Бронзова призерка чемпіонату України (2012).
Володарка кубків України (2009) та Литви (2017).